# Helicoverpa separata
Helicoverpa separata är en fjärilsart som beskrevs av Walker 1857. Helicoverpa separata ingår i släktet Helicoverpa och familjen nattflyn. Inga underarter finns listade i Catalogue of Life.